# 劉阿
劉阿（？—？），三国時代孙吴武将。

## 生平
221年，蜀汉劉備東征为关羽报仇。七月，孙权派将陆议、李异、刘阿等人屯守巫城（今重庆市巫山县）、秭归城（今湖北省秭归县）防衛蜀汉。蜀汉将军吴班、冯习自巫城攻破陆议、李异、刘阿等，蜀军抵达秭归。222年六月，陸遜在夷陵之战击破蜀軍。吴遣将军李异、刘阿等追擊蜀军，屯驻南山。228年，魏明帝即位，派遣張郃南屯荆州，与司马懿攻打刘阿等，追至祁口，交战，大破刘阿。